# Фізико-технологічний інститут металів та сплавів НАН України
50°27′58.6″ пн. ш. 30°22′00.9″ сх. д. / 50.466278° пн. ш. 30.366917° сх. д.
Фізико-технологічний інститут металів і сплавів НАН України (англ. Physical and Technological Institute of Metals and Alloys of the National Academy of Sciences of Ukraine) — науково-дослідний інститут у складі Національної академії наук України, розташований у м. Києві.

## Загальні відомості
Інститут ливарного виробництва АН УРСР був створений в 1958 році на базі відповідних підрозділів Інституту машинознавства і сільськогосподарської механіки АН УРСР, створеного у 1950 році на базі Лабораторії сільськогосподарського машинобудування і сільськогосподарської механіки АН УРСР. В 1963 році він був перейменований на Інститут проблем лиття АН УРСР, а в 1996 — на Фізико-технологічний інститут металів та сплавів НАН України.

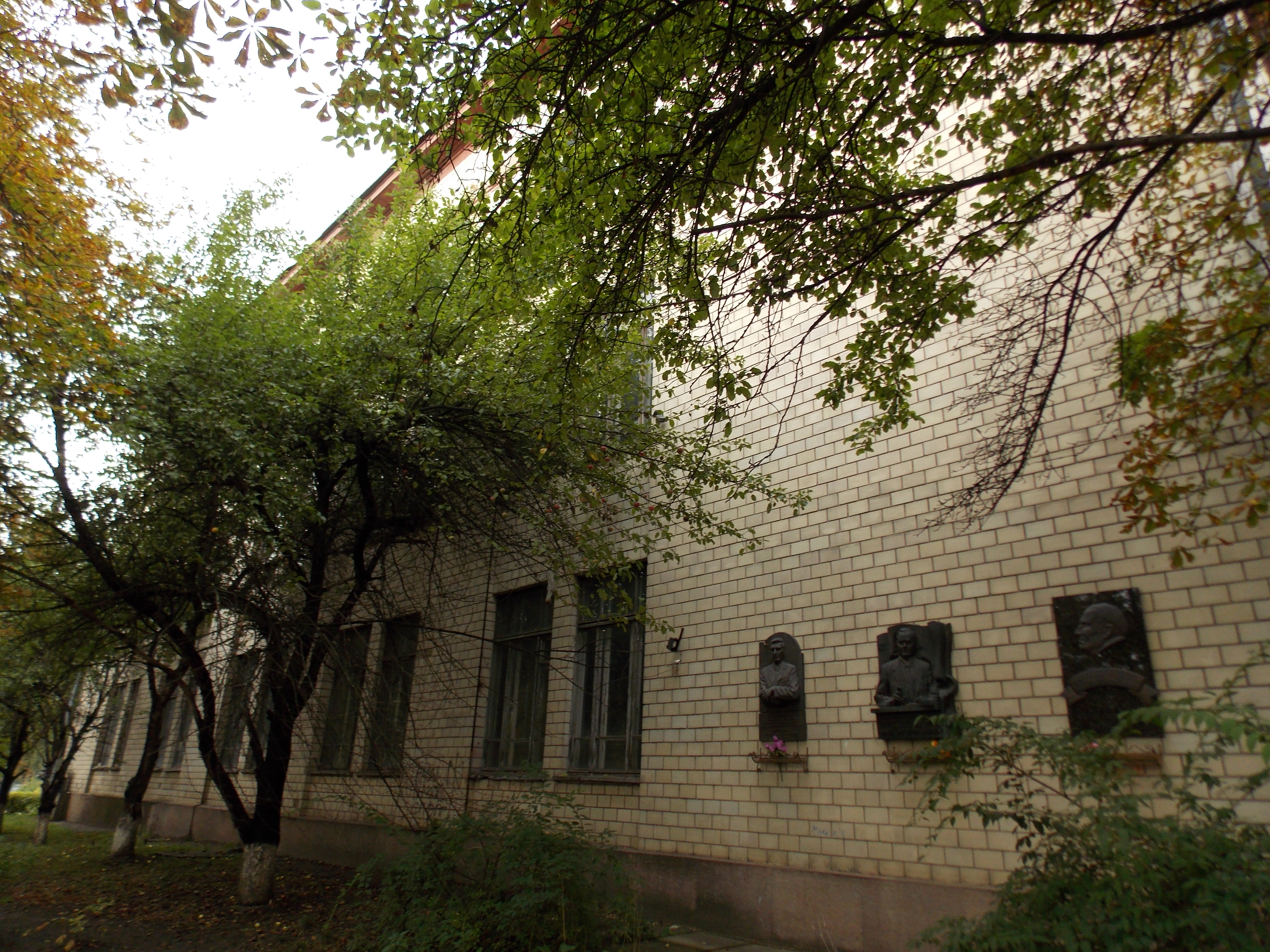
барельєфи видатних учених Інституту

Директором Інституту машинознавства і сільськогосподарської механіки АН УРСР був академік АН УРСР А. О. Василенко.
Першим директором Інституту ливарного виробництва АН УРСР був член-кореспондент АН УРСР А. А. Горшков (1958—1962 роки). Згодом Інститут очолив кандидат технічних наук М. В. Фікссен. В 1966—1988 директором Інституту був академік НАН України В .О. Єфімов. З 1988 до 2017 Інститут очолював академік НАН України Володимир Найдек. З 2017 директором Інстиуту є Анатолій Нарівський.
За адресою бульвар Академіка Вернадського, 34/1 встановлено бронзові барельєфи керівників Інституту Василенка А. О. (скульптор О. П. Скобликов) і Єфімова В. О.
В Інституті працює близько 500 співробітників, серед яких два академіки і чотири члени-кореспонденти НАН України, 26 докторів і понад 50 кандидатів наук. До структури Інституту входять 16 наукових відділів і низка допоміжних підрозділів.
Інститут є базовою організацією Асоціації ливарів України. Інститут має закордонні контракти на упровадження своїх технологій більш ніж у 30 країнах світу.

## Напрямки досліджень
Роботи Інституту здійснюються відповідно до основного наукового напрямку, затвердженого постановою Президії НАН України від 14 квітня 1999 р. № 122: дослідження гідродинамічних, тепломасообмінних і кристалізаційних процесів при приготуванні, обробці і затвердінні сплавів із застосуванням фізичних і хімічних впливів і створення технологічних основ одержання нових матеріалів і виготовлення високоякісної металопродукції.
У рамках цього напрямку вирішуються наступні завдання:
- вивчення рідкого стану багатокомпонентних сплавів, взаємодії розплавів з розчинними і нерозчинними твердими, рідкими і газоподібними реагентами, удосконалення існуючих і створення нових ливарних сплавів на базі комплексного й заощадливого легування, модифікування, дисперсного зміцнення, армування гранулами, вставками, пошарової кристалізації різних за складом сплавів;
- дослідження фізико-хімічних тепломасообмінних процесів і їхнього впливу на якісні характеристики литих матеріалів при обробці розплавів високотемпературним плазмовим струменем, електронним променем, лазером;
- вивчення впливу інтенсивності силових і електромагнітних полів, регульованого теплового впливу на гідродинамічні, теплообмінні і кристалізаційні процеси при готуванні, розливанні і кристалізації сплавів;
- розробка наукових основ створення ефективних технологій і високопродуктивного устаткування для виготовлення литих заготівок, що забезпечують істотне підвищення продуктивності, зниження витрати матеріалів і енергоресурсів, поліпшення умов праці, зниження шкідливого впливу на навколишнє середовище.

## Видання Інституту
Інститут видає наступні журнали:
- Науково-технічний журнал «Процеси лиття» (з 1992 року)
- «Металознавство та обробка металів» (з 1995 року)
- «Метал і лиття України» (співвидавець).

## Підготовка наукових кадрів
Інститут має докторантуру і аспірантуру, які здійснюють підготовку висококваліфікованих наукових кадрів, у тому числі і для зарубіжних країн.
В Інституті утворена спеціалізована вчена рада з захисту кандидатських і докторських дисертацій за спеціальностями:
- Металознавство і термічна обробка металів
- Металургія чорних металів
- Ливарне виробництво

## Відомі науковці
- Борисов Георгій Павлович (1930—2018) — науковець-матеріалознавець, завідувач відділу нових методів лиття (1965—1996), головний науковий співробітник.
- Ладохін Сергій Васильович (1935) — головний науковий співробітник відділу концентрованих енергетичних впливів, доктор технічних наук, професор.

## Галерея

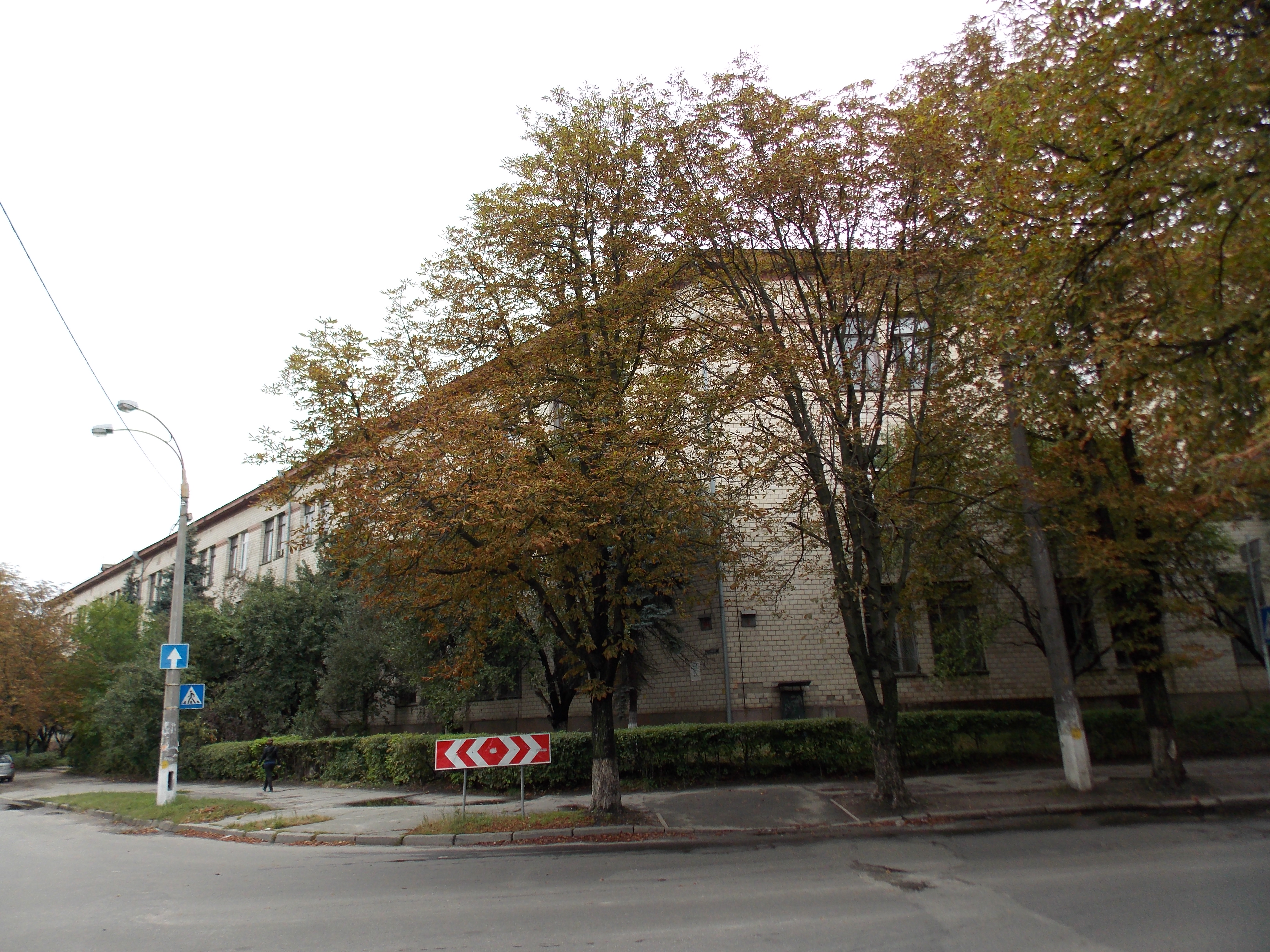
бульв. Академіка Вернадського, 34/1
Барельєф Єфімова В. О.
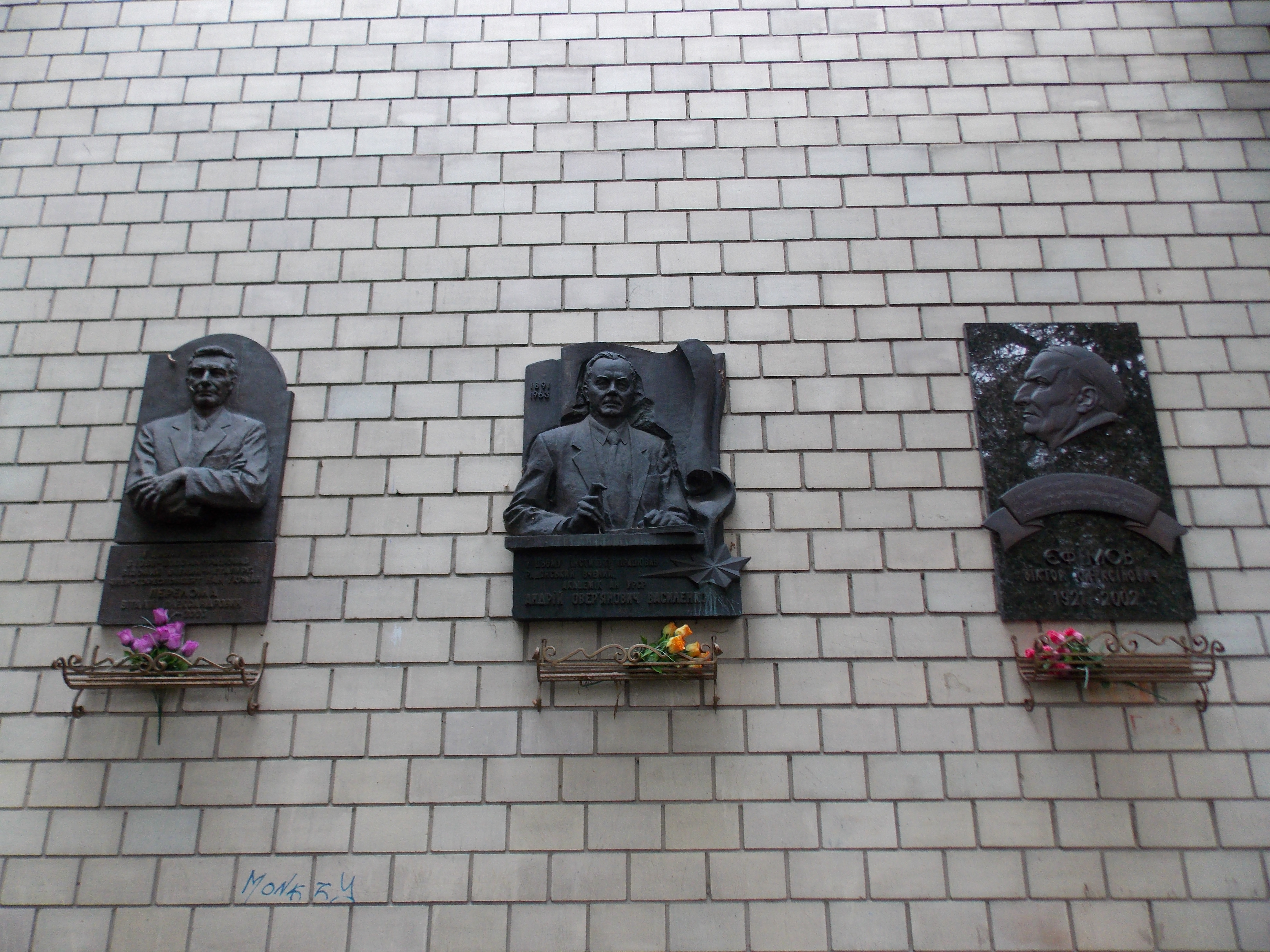
Барельєфи вчених Інституту
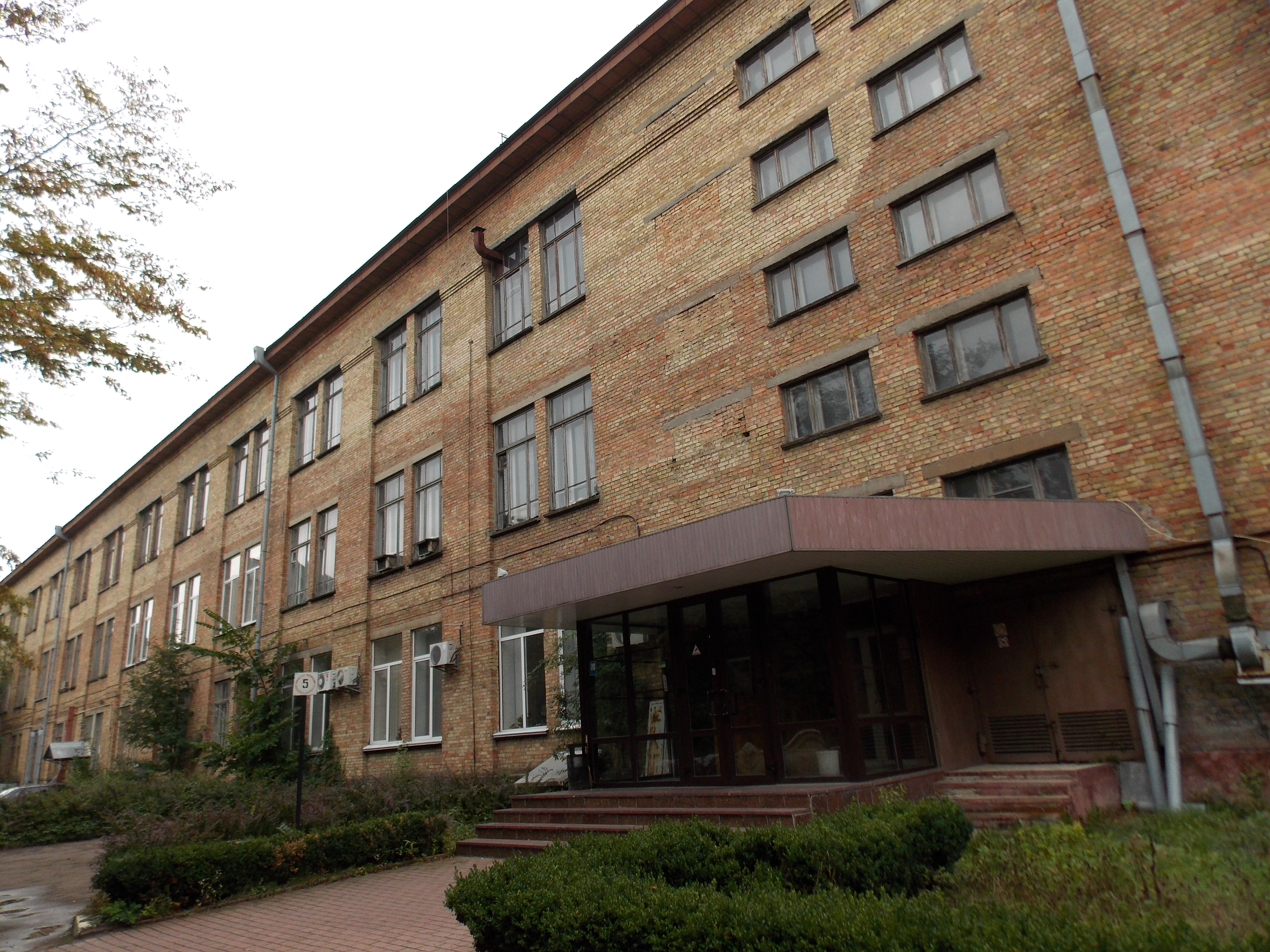
Корпус №1